# Chilabothrus
Chilabothrus  (лат.) — род змей из семейства ложноногих. Являются эндемиками Больших Антильских островов, островов Теркс и Кайкос  и Багамских островов. В 2013 году был отделён от рода гладкогубых удавов.

## Классификация
На июль 2018 года в род включают 13 видов:
- Chilabothrus angulifer (Bibron, 1843) — Кубинский удав, или кубинский гладкогубый удав
- Chilabothrus argentum Reynolds et al., 2016
- Chilabothrus chrysogaster (Cope, 1871) — Золотистобрюхий удав
- Chilabothrus exsul (Netting & Goin, 1944) — Багамский гладкогубый удав
- Chilabothrus fordi (Günther, 1861) — Доминиканский гладкогубый удав
- Chilabothrus gracilis Fischer, 1888 — Эспаньольский удав, или грациозный удав
- Chilabothrus granti (Stull, 1933)
- Chilabothrus inornatus (Reinhardt, 1843) — Пуэрто-риканский гладкогубый удав
- Chilabothrus monensis Zenneck, 1898 — Удав острова Мона
- Chilabothrus schwartzi (Buden, 1975)
- Chilabothrus striatus (Fischer, 1856) — Стройный удав, или гаитийский удав
- Chilabothrus strigilatus (Cope, 1863)
- Chilabothrus subflavus Stejneger, 1901 — Чёрно-жёлтый гладкогубый удав